# Пименов, Валерий Васильевич
Вале́рий Васи́льевич Пи́менов (15 февраля 1920, Череповец — 28 февраля 2008, Санкт-Петербург) — советский живописец и педагог, Народный художник Российской Федерации (1994), член Санкт-Петербургского Союза художников (до 1992 года — Ленинградской организации Союза художников РСФСР).

## Биография
Валерий Васильевич Пименов родился в 1920 г. в Череповце в семье рабочего. После окончания средней школы в 1936 г. он переехал в Ленинград, где начал работать на заводе полиграфических машин. Одновременно он занимался в художественной студии при Дворце культуры имени С. М. Кирова, которой руководили И. И. Бродский и М. С. Копейкин. Будучи студийцем, Пименов начал показывать свои работы на художественных выставках, и два из них — «Встреча танкистов» и «Подвиг героя» — экспонировались на Всесоюзной выставке «Оборона СССР» (1940).
В 1941 г., окончив подготовительные классы, Пименов поступил в ленинградский Институт живописи, скульптуры и архитектуры имени И. Е. Репина. В конце 1942 г. вместе с институтом он был эвакуирован в Самарканд, затем переведен в Загорск. В период Великой Отечественной войны работал в оборонно-плакатной бригаде по заданию Западного фронта и в «Окнах ТАСС» г. Москвы. Занятия в институте возобновились лишь после войны, где его учителями стали И. Э. Грабарь и В. М. Орешников.
В 1949 Пименов окончил институт по мастерской В. М. Орешникова с присвоением квалификации художника живописи. Дипломная работа — картина «Товарищ Сталин в ставке Верховного Главнокомандования». После окончания института Пименов продолжил учёбу в аспирантуре. В 1955 за картину «Ленинское слово» ему была присуждена ученая степень кандидата искусствоведения. Проявившийся уже в ранние годы интерес к историко-революционной тематике и, вне сомнения, влияние учителей определили дальнейший путь художника.
В 1957 Пименов пишет картину «Рабочий контроль. 1917 год», а в 1963—1965 гг. работает над композицией «Ленинцы». Работая над картиной, Пименов тщательно собирает материал, который помог ему создать достоверные образы, и среди них портреты старых большевиков — А. А. Булышкина и М. Е. Ерофеева, окруженных пионерами.

## Творчество
На начальном этапе творчество Пименова развивалось в русле традиций отечественной школы живописи 1940—1950-х гг., опирающейся на достижения русского реализма предшествующего времени. Его историко-революционные полотна невольно напоминают этапные картины учителей художника — В. М. Орешникова и И. Э. Грабаря, внесших вклад в «советскую Лениниану» и утверждавших свой художественный метод и принципы подхода к живописному материалу, к построению картины, основанные на «жизнеподобии».
1960-е годы стали в искусстве России периодом отказа от сложившихся программных стереотипов. В художественной среде было распространено мнение, что любая эстетическая платформ исторически преходяща и исчерпывается вместе с идеями, её сформировавшими, и цель творческой личности выражается прежде всего в том, чтобы не пропустить эту смену ориентиров. Конец 1960-х гг. для В.Пименова стал новым этапом, когда начали раскрываться истинные способности его как яркого живописца, мастера пейзажа и портрета. Это не означало, что художник отказался от реалистического метода. В то же время в творчестве В.Пименова находят своё отражение и перемены, происходившие в искусстве, перемещение оценочных ориентиров с «общего» на «особенное», то есть личностное, ясно прочитываются и в творчестве.
Развитию мастерства Пименова способствовали многочисленные поездки по стране. Он посещает Север и Среднюю Азию, работая над этюдным материалом. В эти же годы В.Пименов совершает ряд зарубежных поездок, побывав в Румынии, Болгарии, Чехословакии. Особенно плодотворной стала поездка в 1965 г. на Кубу. В этюдах, привезенных с «острова свободы», доминировали пейзажи с мотивами Карибского моря, белоснежных набережных Гаваны, крестьянских хижин и дорог, уходящих в глубь плантаций сахарного тростника.
Большое влияние на творчество Пименова оказала поездка в 1966 в Италию. Как многие русские мастера, посещавшие эту страну, Пименов открывает для себя красоту природы Италии, посвящая свои пейзажи малым и большим итальянским городам и селениям. В своих работах он использует чистые незамутненные тона, контрастные сочетания цветов.
Следующие три года (1968—1970) В.Пименов проводит в Камбодже, куда был командирован Министерством культуры СССР в качестве профессора Королевского университета искусств. Здесь он работает не только как педагог, но и как художник-пейзажист. Среди камбоджийских пейзажей особенно выделяются циклы, посвященные древним памятникам культуры кхмеров и современной жизни страны. Храмы Ангкора X—XIII вв., затерянные в джунглях, поражают воображение зрителя своей особенной загадочной красотой. сочетаний. Главным выразительным средством для создания образа он избирает колорит («Храм Байон», «Вход в Байон»). На берегах Меконга и Босака Пименов пишет рыбацкие дома на высоких сваях, плавучие поселения на воде. Своеобразию быта и природы этой страны художник посвящает картину «Вьетнамские рыбаки» (1969). По впечатлениям пребывания в Пномпене им был написан и один из лучших портретов этого времени «Портрет индийской учительницы» (1969).
В 1970-е гг. продолжаются поездки по Европе. Он посещает Францию, Германию, Венгрию, Голландию. С ещё большим желанием ездит по родной стране. В эти годы появляются произведения художника, посвященные Ленинграду. Среди них пейзажные мотивы с известными памятниками архитектуры и портреты деятелей культуры (О. Ф. Берггольц, В. И. Стржельчика, И. П. Владимирова).
Обязательным элементом творческой деятельности В. В. Пименова является преподавательская работа в Институте живописи, скульптуры и архитектуры имени И. Е. Репина (начиная с 1950), где он занимает должность профессора кафедры живописи и композиции (с 1971). Часто, теперь уже в сопровождении учеников, приезжает он и на родину, в Череповец. Здесь в Череповецком музейном объединении устраивалась не одна персональная выставка мастера, достойно представлено его творчество в музейных коллекциях города. В 1971 году Пименов был удостоен почетного звания Заслуженный художник РСФСР, в 1994 году почётного звания Народный художник Российской Федерации.
Скончался 28 февраля 2008 года в Петербурге на 89-м году жизни.
Произведения В. В. Пименова находятся в Русском музее в Петербурге, в музеях и частных собраниях России, Франции, Италии, Кубы, Вьетнама, Камбоджи и других стран.
Валерий Пименов занимался оформлением почтовых марок. Среди его работ марка с фрагментом картины Ильи Репина «Отказ от исповеди», выпущенная в 1969 году.